# 克里斯蒂亞諾·皮奇尼
克里斯蒂亞諾·皮奇尼（義大利語：Cristiano Piccini；1992年9月26日—），意大利足球運動員，司職右後衛，現時效力意大利足球乙级联赛球隊森多利亞。

## 外部連結
- 克里斯蒂亞諾·皮奇尼在BDFutbol中的档案
- FIGC Profile （页面存档备份，存于） in FIGC.it （義大利語）